# Velocidad del sonido

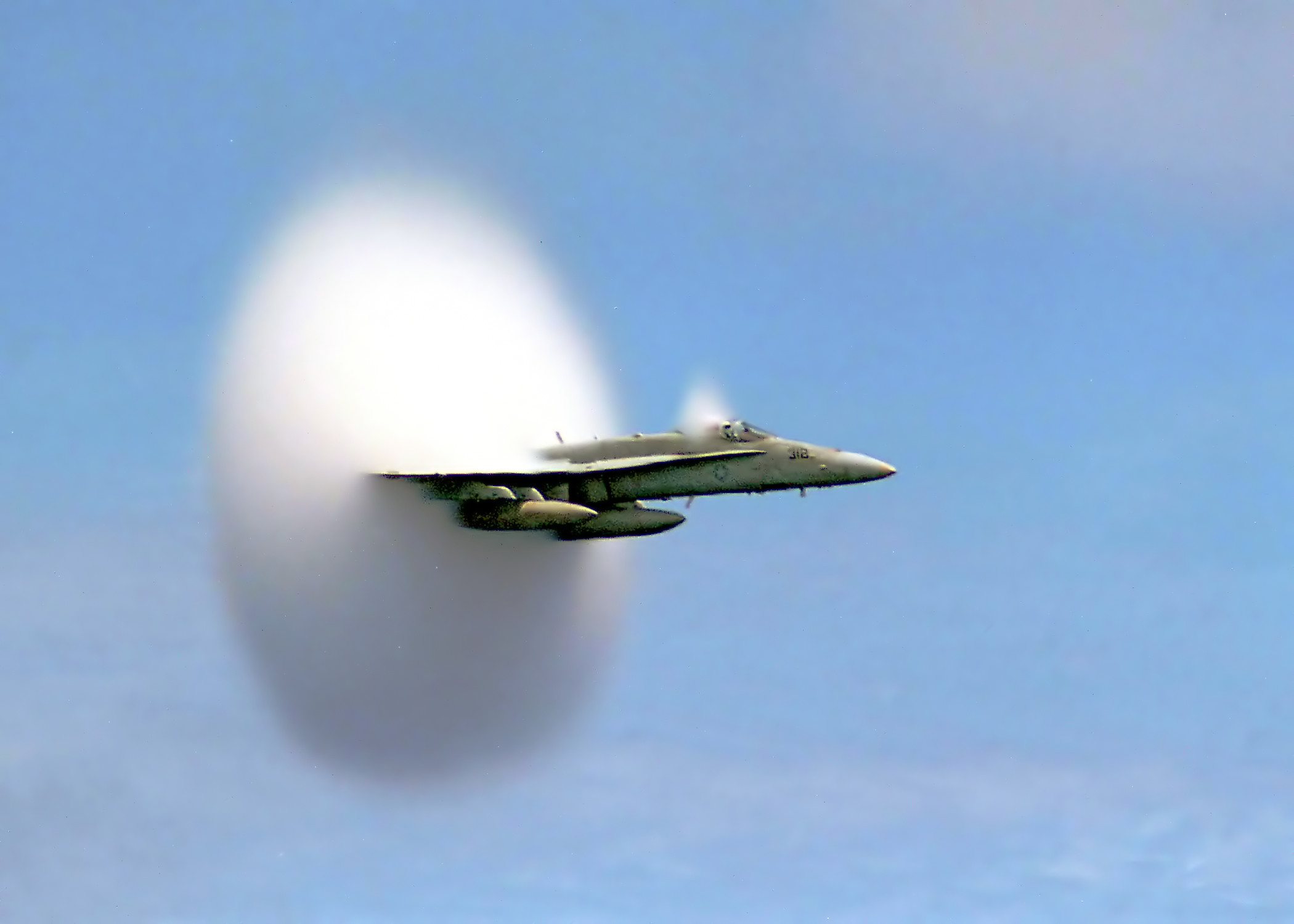
F18 de la Armada de los Estados Unidos volando a velocidad transónica

La velocidad del sonido es la distancia recorrida por unidad de tiempo por una onda sonora a medida que se propaga a través de un medio elástico. Más simplemente, la velocidad del sonido es la velocidad a la que viajan las vibraciones. A 20 °C (68 °F), la velocidad del sonido en el aire es de unos 343 m/s, 1.235 km/h (1.125 pie/s; 767 mph; 667 nudos), o 1 km en 2,92 s (o una milla en 4,69 s). Depende en gran medida de la temperatura, así como del medio| a través del cual se propaga una onda sonora.
A 0 grados Celsius (32,0 °F), la velocidad del sonido en aire seco (nivel del mar 14,7 psi) es de aproximadamente 331 m/s, 1192 km/h (1086 ft/s; 740 mph; 643 kn).
También se define la velocidad del sonido como la velocidad de fase de las ondas sonoras en un medio dado (aire, agua, metales, etc.), es decir, es la velocidad a la que se propaga un frente de ondas en dicho medio. En la atmósfera terrestre es de 343,14 m/s (1.235,52 km/h) a 20 °C de temperatura, con 50% de humedad y a nivel del mar. La velocidad del sonido varía en función del medio en el que se transmite. Dado que la velocidad del sonido varía según el medio, se utiliza el número Mach 1 para indicarla. Así un cuerpo que se mueve en el aire a Mach 2 avanza a dos veces la velocidad del sonido, independientemente de la presión del aire o su temperatura.
La velocidad de propagación de la onda sonora depende de las características del medio en el que se realiza dicha propagación y no de las características de la onda o de la fuerza que la genera. Su propagación en un medio puede servir para estudiar algunas propiedades de dicho medio de transmisión.
La velocidad del sonido en un gas ideal sólo depende de su temperatura y composición. En el aire ordinario, la velocidad tiene una débil dependencia de la frecuencia y la presión, desviándose ligeramente del comportamiento ideal. En el lenguaje coloquial, velocidad del sonido se refiere a la velocidad de las ondas sonoras en la aire. Sin embargo, la velocidad del sonido varía de una sustancia a otra: normalmente, el sonido viaja más despacio en los gases, más rápido en los líquidos y mucho más rápido en los sólidos. Por ejemplo, mientras que el sonido viaja a 343 m/s en el aire, lo hace a 1481 m/s en el agua (casi 4,3 veces más rápido) y a 5120 m/s en el hierro (casi 15 veces más rápido). En un material excepcionalmente rígido como el diamante, el sonido viaja a 12 000 metros por segundo (43 200 km/h), unas 35 veces su velocidad en el aire y aproximadamente la mayor velocidad a la que puede viajar en condiciones normales.
En teoría, la velocidad del sonido es en realidad la velocidad de las vibraciones.
Las ondas sonoras en los sólidos se componen de ondas de compresión (como en los gases y líquidos) y un tipo diferente de onda sonora llamada onda de corte, que sólo se produce en los sólidos. Las ondas de corte en los sólidos suelen viajar a velocidades diferentes que las ondas de compresión, como se observa en sismología. La velocidad de las ondas de compresión en los sólidos viene determinada por la compresibilidad, el módulo de cizalladura y la densidad del medio. La velocidad de las ondas de corte viene determinada únicamente por el módulo de corte y la densidad del material sólido.
En dinámica de fluidos, la velocidad del sonido en un medio fluido (gas o líquido) se utiliza como medida relativa de la velocidad de un objeto que se mueve a través del medio. La relación entre la velocidad de un objeto y la velocidad del sonido (en el mismo medio) se denomina número de Mach del objeto. Los objetos que se mueven a velocidades superiores a la del sonido (Mach1) se dice que viajan a velocidades supersónicas.

## Tierra
En la atmósfera terrestre, la velocidad del sonido varía considerablemente, desde unos 295 metros por segundo (1062,0 km/h; 659,9 mph) a gran altitud hasta unos 355 metros por segundo (1278,0 km/h; 794,1 mph) a altas temperaturas.

## Historia
El pitagórico Arquitas enseñaba que los sonidos más agudos viajan más rápido, una opinión aceptada por algunos filósofos posteriores, como los de la Academia y la Peripatos, entre los que posiblemente se encontraba Aristóteles.
Isaac Newton en 1687 su obra Principia incluye un cálculo de la velocidad del sonido en el aire como 298 m/s.  Esto es demasiado bajo en aproximadamente un 15%. La discrepancia se debe principalmente a ignorar el efecto (entonces desconocido) de la temperatura que fluctúa rápidamente en una onda de sonido (en términos modernos, la compresión y expansión de la onda de sonido del aire es un proceso adiabático, no un proceso isotérmico). Este error fue posteriormente corregido por Laplace.
Durante el siglo XVII hubo varios intentos de medir la velocidad del sonido con precisión, incluidos los intentos de Marin Mersenne en 1630 (1380 pies parisinos por segundo), Pierre Gassendi en 1635 (1473 pies parisinos por segundo) y Robert Boyle (1125 pies parisinos por segundo). En 1709, el reverendo William Derham, Rector de Upminster, publicó una medida más precisa de la velocidad del sonido, a 1072 pies parisinos pies de París por segundo. El pie parisino era 325 mm. Esto es más largo que el "pie internacional" estándar de uso común en la actualidad, que se definió oficialmente en 1959 como 304,8 mm, lo que hace que la velocidad del sonido a 20 °C sean 1055 pies parisinos por segundo.
Derham usó un telescopio de la torre de la iglesia de St. Laurence, Upminster para observar el destello de una escopeta distante que se disparaba, y luego midió el tiempo hasta que escuchó el disparo con un péndulo de medio segundo. Se tomaron medidas de disparos de varios puntos de referencia locales, incluida la iglesia North Ockendon. La distancia se conocía por triangulación y, por lo tanto, se calculó la velocidad a la que había viajado el sonido.
Lo midió muchas veces en diversas circunstancias, para determinar la dependencia de la velocidad con respecto al viento, la presión barométrica, la temperatura y la humedad. Por ejemplo, descubrió que si el viento sopla hacia el observador, la velocidad del sonido es mayor, y viceversa. Sin embargo, pensó que la temperatura no influía, ya que la velocidad era la misma en verano que en invierno. También se equivocó al concluir que la lluvia y la niebla reducían la velocidad, una conclusión que fue aceptada hasta que Tyndall la refutó.
Las primeras mediciones revelaron que las velocidades del sonido no coincidían, por lo que se sospechó que la velocidad del viento y la temperatura podían alterar la velocidad del sonido. En 1740, G. L. Bianconi demostró que la velocidad del sonido en el aire aumenta con la temperatura. La Academia de Ciencias de París utilizó en 1738 un cañón como fuente de sonido y descubrió que, en ausencia de viento, la velocidad del sonido a 0 °C era de 332 m/s, lo que se encuentra dentro del 1 % del valor aceptado en la actualidad.
Chladni midió la velocidad del sonido en sólidos comparando el tono del sonido en un tubo de aire y una barra sólida, y descubrió que la velocidad del sonido en el estaño es aproximadamente 7,5 veces mayor que en el aire, mientras que en el cobre es aproximadamente 12 veces mayor. Biot midió en 1808 la velocidad del sonido en un tubo de hierro de unos 1000 m de longitud y descubrió que era 10,5 veces superior a la del aire, aunque pensó que se trataba solo de una estimación del orden de magnitud, ya que su medición del tiempo tenía una precisión de 0,5 segundos, superior al tiempo realmente necesario para que el sonido se propagara a través del tubo.
La primera medición de la velocidad del sonido en el agua fue realizada por Jean-Daniel Colladon y Charles Sturm en el lago Lemán en 1826. Se encontraban en dos barcos separados por 10 km. Colladon presionaba repetidamente una palanca que, simultáneamente, encendía un poco de pólvora sobre el agua y hacía sonar una campana dentro del agua. Sturm escuchaba la campana con un tubo sumergido y medía el tiempo que tardaba el sonido en llegar. Encontraron un valor de 1437,8 m/s en agua a 8 °C. Este valor difiere del valor moderno en 1 m/s. Presentaron el resultado en una monografía.
Samuel Earnshaw informó en 1860 que en 1822 había asistido a un experimento en el que el sonido de un cañonazo se oyó «antes» de que el oficial que estaba junto a él gritara «fuego». Planteó la hipótesis de que esto significaba que un sonido lo suficientemente fuerte creaba una discontinuidad en el aire (una onda de choque en lenguaje moderno), que se propagaba más rápido que las ondas sonoras normales.

## Conceptos básicos
La transmisión del sonido puede ilustrarse utilizando un modelo consistente en un conjunto de objetos esféricos interconectados por muelles.
En términos materiales reales, las esferas representan las moléculas del material y los muelles los enlaces entre ellas. El sonido atraviesa el sistema comprimiendo y expandiendo los muelles, transmitiendo la energía acústica a las esferas vecinas. Esto ayuda a transmitir la energía a su vez a los muelles (enlaces) de la esfera vecina, y así sucesivamente.
La velocidad del sonido a través del modelo depende de la rigidez/rigidez de los resortes, y de la masa de las esferas. Mientras la separación de las esferas permanezca constante, los muelles/uniones más rígidos transmiten la energía más rápidamente, mientras que las esferas más masivas la transmiten más lentamente.
En un material real, la rigidez de los muelles se conoce como "módulo elástico", y la masa corresponde a la densidad del material. El sonido viajará más despacio en material esponjosos y más rápido en los más rígidos. Efectos como la dispersión y la reflexión también pueden entenderse utilizando este modelo. [cita requerida]
Por ejemplo, el sonido viajará 1,59 veces más rápido en el níquel que en el bronce, debido a la mayor rigidez del níquel con aproximadamente la misma densidad. Del mismo modo, el sonido viaja aproximadamente 1,41 veces más rápido en el gas hidrógeno ligero (protio) que en el gas hidrógeno pesado (deuterio), ya que el deuterio tiene propiedades similares pero el doble de densidad. Al mismo tiempo, el sonido de "tipo compresión" viajará más rápido en los sólidos que en los líquidos, y más rápido en los líquidos que en los gases, porque los sólidos son más difíciles de comprimir que los líquidos, mientras que los líquidos, a su vez, son más difíciles de comprimir que los gases.
Algunos libros de texto afirman erróneamente que la velocidad del sonido aumenta con la densidad. Esta noción se ilustra presentando datos de tres materiales, como el aire, el agua y el acero, y observando que la velocidad del sonido es mayor en los materiales más densos.  Pero el ejemplo no tiene en cuenta que los materiales tienen una compresibilidad muy diferente, que compensa con creces las diferencias de densidad, lo que "ralentizaría" la velocidad de las ondas en los materiales más densos.  Un ejemplo ilustrativo de ambos efectos es que el sonido viaja sólo 4,3 veces más rápido en el agua que en el aire, a pesar de las enormes diferencias de compresibilidad de ambos medios. La razón es que la mayor densidad del agua, que "ralentiza" el sonido en el agua en comparación con el aire, casi compensa las diferencias de compresibilidad de los dos medios.
Un ejemplo práctico puede observarse en Edimburgo cuando se dispara el "cañón de la una" en el extremo oriental del Castillo de Edimburgo. De pie en la base del extremo occidental de la roca del castillo, el sonido del cañón puede oírse a través de la roca, un poco antes de que llegue por la vía aérea, en parte retrasado por el recorrido ligeramente más largo. Resulta especialmente eficaz cuando se dispara una salva de varios cañones, como la del "Cumpleaños de la Reina".

### Ondas de compresión y cizalladura
.

Onda de tipo pulso de presión o compresión (onda longitudinal) confinada en un plano. Este es el único tipo de onda sonora que viaja en fluidos (gases y líquidos). Una onda de tipo presión también puede viajar en sólidos, junto con otros tipos de ondas (onda transversals, véase más abajo)

Onda transversal que afecta a átomos inicialmente confinados en un plano. Este tipo adicional de onda sonora (tipo adicional de onda elástica) viaja sólo en los sólidos, ya que requiere un movimiento de cizalladura lateral que se apoya en la presencia de elasticidad en el sólido. El movimiento de cizallamiento lateral puede tener lugar en cualquier dirección que forme un ángulo recto con la dirección de propagación de la onda (aquí sólo se muestra una dirección de cizallamiento, en ángulo recto con el plano). Además, la dirección de cizalladura en ángulo recto puede cambiar con el tiempo y la distancia, dando lugar a diferentes tipos de polarización de ondas de cizalladura

En un gas o líquido, el sonido consiste en ondas de compresión. En los sólidos, las ondas se propagan como dos tipos diferentes. Una onda longitudinal está asociada con la compresión y descompresión en la dirección del viaje, y es el mismo proceso en gases y líquidos, con una onda análoga de tipo compresión en sólidos. En gases y líquidos sólo se admiten ondas de compresión. Un tipo adicional de onda, la onda transversal, también llamada  onda de cizalladura, se produce sólo en los sólidos porque sólo éstos soportan deformaciones elásticas. Se debe a la deformación elástica del medio perpendicular a la dirección de desplazamiento de la onda; la dirección de la deformación por cizalladura se denomina "polarización" de este tipo de onda. En general, las ondas transversales se presentan como un par de polarizaciones  ortogonales.
Estas diferentes ondas (ondas de compresión y las diferentes polarizaciones de las ondas de corte) pueden tener diferentes velocidades a la misma frecuencia. Por lo tanto, llegan a un observador en momentos diferentes, siendo un ejemplo extremo un terremoto, donde las ondas de compresión agudas llegan primero y las ondas transversales oscilantes segundos después.
La velocidad de una onda de compresión en un fluido viene determinada por la compresibilidad y la densidad del medio. En los sólidos, las ondas de compresión son análogas a las de los fluidos, dependiendo de la compresibilidad y la densidad, pero con el factor adicional del módulo de cizalladura, que afecta a las ondas de compresión debido a las energías elásticas fuera del eje, capaces de influir en la tensión y relajación efectivas en una compresión. La velocidad de las ondas de cizalladura, que sólo pueden producirse en los sólidos, viene determinada simplemente por el módulo de cizalladura y la densidad del material sólido.

## Medios de propagación
La velocidad del sonido varía dependiendo del medio a través del cual viajen las ondas sonoras.
La definición termodinámica de la velocidad del sonido, para cualquier medio, es:
{\displaystyle c={\sqrt {\left({\frac {\partial P}{\partial \rho }}\right)_{S}}}}
Es decir la derivada parcial de la presión con respecto de la densidad a entropía constante.
La velocidad del sonido varía también ante los cambios de temperatura del medio. Esto se debe a que un aumento de la temperatura se traduce en un aumento de la frecuencia con que se producen las interacciones entre las partículas que transportan la vibración, y este aumento de actividad hace aumentar la velocidad.
Por ejemplo, sobre una superficie nevada el sonido es capaz de desplazarse atravesando grandes distancias. Esto es posible gracias a las refracciones producidas bajo la nieve, que no es un medio uniforme. Cada capa de nieve tiene una temperatura diferente. Las más profundas, donde no llega el sol, están más frías que las superficiales. En estas capas más frías próximas al suelo, el sonido se propaga con menor velocidad.
En general, la velocidad del sonido es mayor en los sólidos que en los líquidos y en los líquidos es mayor que en los gases. Esto se debe al mayor grado de cohesión que tienen los enlaces atómicos o moleculares conforme más sólida es la materia.
- La velocidad del sonido en el aire (a una temperatura de 20 °C) es de 343,2 m/s. Si deseamos obtener la equivalencia en kilómetros por hora podemos determinarla mediante la siguiente conversión física: Velocidad del sonido en el aire en km/h = (343,2 m/1 s) · (3600 s/1 h) · (1 km/1000 m) = 1235,5 km/h.

- En el aire, a 0 °C, el sonido viaja a una velocidad de 331 m/s (por cada grado Celsius que sube la temperatura, la velocidad del sonido aumenta en 0,6 m/s).
- En el agua (a 25 °C) es de 1593 m/s.
- En los tejidos es de 1540 m/s.
- En la madera es de 3700 m/s.
- En el hormigón es de 4000 m/s.
- En el acero es de 6100 m/s.
- En el aluminio es de 6400 m/s.
- En el cadmio es de 12400 m/s.

## Cálculo
La velocidad del sonido en notación matemática se representa convencionalmente por c, del latín celeritas que significa "velocidad".
Para los fluidos en general, la velocidad del sonido c viene dada por la ecuación de Newton-Laplace:
{\displaystyle c={\sqrt {\frac {K_{s}}{\rho }}},}
donde
- Ks es un coeficiente de rigidez, el módulo de compresibilidad isentrópico (o el módulo de elasticidad de masa para gases);

{\displaystyle \rho } es la densidad.
Así, la velocidad del sonido aumenta con la rigidez (la resistencia de un cuerpo elástico a la deformación por una fuerza aplicada) del material y disminuye con el aumento de la densidad. Para los gases ideales, el módulo de masa K es simplemente la presión del gas multiplicada por el  índice adiabático adimensional, que es aproximadamente 1,4 para el aire en condiciones normales de presión y temperatura.
Para  ecuaciones de estado generales, si se utiliza mecánica clásica, se puede deducir la velocidad del sonido c como sigue:
Consideremos la onda sonora que se propaga con velocidad {\displaystyle v} por una tubería alineada con el eje {\displaystyle x} y con un área de sección transversal de {\displaystyle A}. En el intervalo de tiempo {\displaystyle dt} se desplaza la longitud {\displaystyle dx=v\,dt}. En estado estacionario, el caudal másico {\displaystyle {\dot {m}}=\rho vA} debe ser el mismo en los dos extremos del tubo, por lo que el flujo de masa {\displaystyle j=\rho v} es constante y {\displaystyle v\,d\rho =-\rho \,dv}. Según la segunda ley de Newton, la  fuerza de gradiente de presión proporciona la aceleración:
{\displaystyle {\begin{aligned}{\frac {dv}{dt}}&=-{\frac {1}{\rho }}{\frac {dP}{dx}}\\[1ex]\rightarrow dP&=(-\rho \,dv){\frac {dx}{dt}}=(v\,d\rho )v\\[1ex]\rightarrow v^{2}&\equiv c^{2}={\frac {dP}{d\rho }}\end{aligned}}}
Y por lo tanto:
{\displaystyle c={\sqrt {\left({\frac {\partial P}{\partial \rho }}\right)_{s}}},}
donde
- P es la presión;
- {\displaystyle \rho } es la densidad y la derivada se toma isentrópicamente, es decir, a entropía constante s. Esto se debe a que una onda sonora viaja tan rápido que su propagación puede aproximarse como un proceso adiabático.

Si los efectos de la relativista son importantes, la velocidad del sonido se calcula a partir de las ecuaciones relativistas de Euler.
En un no dispersivo, la velocidad del sonido es independiente de la  frecuencia del sonido, por lo que las velocidades de transporte de energía y propagación del sonido son las mismas para todas las frecuencias. El aire, mezcla de oxígeno y nitrógeno, constituye un medio no dispersivo. Sin embargo, el aire contiene una pequeña cantidad de CO2 que es un medio dispersivo, y provoca dispersión al aire a frecuencias ultrasónicas (> 28 kHz).
En un dispersivo, la velocidad del sonido es función de la frecuencia del sonido, a través de la relación de dispersión. Cada componente de frecuencia se propaga a su propia velocidad, llamada velocidad de fase, mientras que la energía de la perturbación se propaga a la velocidad de grupo. El mismo fenómeno ocurre con las ondas luminosas; véase dispersión óptica para una descripción.

## Dependencia de las propiedades del medio
La velocidad del sonido es variable y depende de las propiedades de la sustancia que atraviesa la onda. En los sólidos, la velocidad de las ondas transversales (o de cizalladura) depende de la deformación de cizalladura bajo el esfuerzo de cizalladura (llamado módulo de cizalladura) y de la densidad del medio. Las ondas longitudinales (o de compresión) en los sólidos dependen de los mismos dos factores con el añadido de una dependencia de la compresibilidad.
En los fluidos, sólo la compresibilidad y la densidad del medio son los factores importantes, ya que los fluidos no transmiten esfuerzos cortantes. En los fluidos heterogéneos, como un líquido lleno de burbujas de gas, la densidad del líquido y la compresibilidad del gas afectan a la velocidad del sonido de forma aditiva, como se demuestra en el efecto chocolate caliente.
En los gases, la compresibilidad adiabática está directamente relacionada con la presión a través de la  relación de capacidad calorífica (índice adiabático), mientras que la presión y la densidad están inversamente relacionadas con la temperatura y el peso molecular, por lo que sólo son importantes las propiedades completamente independientes de la temperatura y estructura molecular (la relación de capacidad calorífica puede estar determinada por la temperatura y la estructura molecular, pero el simple peso molecular no basta para determinarla).
El sonido se propaga más rápidamente en los gases de bajo peso molecular, como el helio, que en los gases más pesados, como el xenón. Para los gases monatómicos, la velocidad del sonido es aproximadamente el 75% de la velocidad media a la que se mueven los átomos en ese gas.
Para un gas ideal dado, la composición molecular es fija y, por tanto, la velocidad del sonido sólo depende de su temperatura. A temperatura constante, la presión del gas no tiene ningún efecto sobre la velocidad del sonido, ya que la densidad aumentará, y puesto que la presión y la densidad (también proporcional a la presión) tienen efectos iguales pero opuestos sobre la velocidad del sonido, y las dos contribuciones se cancelan exactamente. De forma similar, las ondas de compresión en los sólidos dependen tanto de la compresibilidad como de la densidad -igual que en los líquidos-, pero en los gases la densidad contribuye a la compresibilidad de tal forma que una parte de cada atributo se anula, dejando sólo una dependencia de la temperatura, el peso molecular y la relación de capacidad calorífica que puede derivarse independientemente de la temperatura y la composición molecular (véase las derivaciones más adelante). Así, para un mismo gas dado (suponiendo que el peso molecular no cambia) y en un intervalo de temperatura pequeño (para el que la capacidad calorífica es relativamente constante), la velocidad del sonido pasa a depender únicamente de la temperatura del gas.
En un régimen de comportamiento no ideal del gas, para el que se utilizaría la ecuación de Van der Waals gas, la proporcionalidad no es exacta, y existe una ligera dependencia de la velocidad del sonido con la presión del gas.
La humedad tiene un efecto pequeño pero mensurable sobre la velocidad del sonido (haciendo que aumente en torno a un 0,1%-0,6%), porque las moléculas de oxígeno y nitrógeno del aire son sustituidas por moléculas más ligeras de agua. Se trata de un simple efecto de mezcla.

## Variación de la altitud e implicaciones para la acústica atmosférica

La densidad y la presión disminuyen suavemente con la altitud, pero la temperatura (rojo) no. La velocidad del sonido (azul) sólo depende de la complicada variación de la temperatura en altura y puede calcularse a partir de ella, ya que los efectos aislados de la densidad y la presión sobre la velocidad del sonido se anulan mutuamente. La velocidad del sonido aumenta con la altura en dos regiones de la estratosfera y la termosfera, debido a los efectos del calentamiento en estas regiones

En la atmósfera terrestre, el principal factor que afecta a la velocidad del sonido es la temperatura. Para un gas ideal dado con capacidad calorífica y composición constantes, la velocidad del sonido depende únicamente de la temperatura. En tal caso ideal, los efectos de la disminución de la densidad y la disminución de la presión de altitud se anulan mutuamente, salvo por el efecto residual de la temperatura.
Dado que la temperatura (y, por tanto, la velocidad del sonido) disminuye con el aumento de la altitud hasta 11 km, el sonido se refracta hacia arriba, lejos de los oyentes en el suelo, creando una sombra acústica a cierta distancia de la fuente. La disminución de la velocidad del sonido con la altura se denomina gradiente de velocidad del sonido negativo.
Sin embargo, existen variaciones en esta tendencia por encima de los 11 km. En particular, en la estratosfera por encima de unos 20 km, la velocidad del sonido aumenta con la altura, debido a un aumento de la temperatura por calentamiento dentro de la capa de ozono. Esto produce un gradiente positivo de la velocidad del sonido en esta región. Otra región de gradiente positivo se produce a altitudes muy elevadas, en la bien llamada termosfera por encima de los 90 km.

## Velocidad del sonido en los gases
En los gases la ecuación de la velocidad del sonido es la siguiente:
| Símbolo                 | Nombre                               | Unidad   |
| ----------------------- | ------------------------------------ | -------- |
| {\displaystyle v}       | Velocidad del sonido                 | m/s      |
| {\displaystyle T}       | Temperatura                          | K        |
| {\displaystyle R}       | Constante universal de los gases     | J/(kg K) |
| {\displaystyle M}       | Masa molar del gas                   |          |
| {\displaystyle \gamma } | Coeficiente de dilatación adiabática |          |

Los valores típicos para la atmósfera estándar a nivel del mar son los siguientes:
{\displaystyle \gamma } = 1,4 para el aire
{\displaystyle R} = 8,314 J/(mol·K) = 8,314 kg·m²/(mol·K·s2)
{\displaystyle T} = 293,15 K (20 °C)
{\displaystyle M} = 0,029 kg/mol para el aire
Aplicando la ecuación de los gases ideales:
| Símbolo           | Nombre                           | Unidad   |
| ----------------- | -------------------------------- | -------- |
| {\displaystyle P} | Presión del gas                  | Pa       |
| {\displaystyle V} | Volumen                          | m3       |
| {\displaystyle T} | Temperatura                      | K        |
| {\displaystyle R} | Constante universal de los gases | J/(kg K) |
| {\displaystyle m} | Masa                             | kg       |
| {\displaystyle M} | Masa molar del gas               |          |

También se puede escribir como:
| Símbolo                 | Nombre                               | Unidad |
| ----------------------- | ------------------------------------ | ------ |
| {\displaystyle v}       | Velocidad del sonido                 | m/s    |
| {\displaystyle P}       | Presión del gas                      | Pa     |
| {\displaystyle \rho }   | Densidad del medio                   | kg/m3  |
| {\displaystyle \gamma } | Coeficiente de dilatación adiabática |        |

## Velocidad del sonido en los sólidos
En sólidos la velocidad del sonido está dada por:
| Símbolo               | Nombre                          | Unidad |
| --------------------- | ------------------------------- | ------ |
| {\displaystyle v}     | Velocidad del sonido en sólidos | m/s    |
| {\displaystyle E}     | Módulo de Young                 | Pa     |
| {\displaystyle \rho } | Densidad                        | kg/m3  |

De esta manera se puede calcular la velocidad del sonido para el acero, que es aproximadamente 5148 m/s.

## Velocidad del sonido en los líquidos
La velocidad del sonido en el agua es de interés para realizar mapas del fondo del océano. En agua salada, el sonido viaja a aproximadamente a 1500 m/s y en agua dulce a 1435 m/s. Estas velocidades varían principalmente según la presión, temperatura y salinidad.
| Símbolo               | Nombre                           | Unidad |
| --------------------- | -------------------------------- | ------ |
| {\displaystyle v}     | Velocidad del sonido en líquidos | m/s    |
| {\displaystyle K}     | Módulo de compresibilidad        | Pa     |
| {\displaystyle \rho } | Densidad                         | kg/m3  |